# RAC105 TV
RAC105 TV, antiguamente conocido como 105TV, fue un canal musical privado de Cataluña que emitía por TDT a través del cuarto canal del múltiplex MAUTP, en concesión a Emissions Digitals de Catalunya. Pertenecía al Grupo Godó y compartía mux con 8TV, Barça TV.
Fue un canal que emitía videoclips de música actual y grandes éxitos. Comenzó sus emisiones el 9 de febrero de 2008 con el videoclip Video Killed the Radio Star del grupo inglés The Buggles. Este videoclip fue el elegido para inaugurar la televisión internacional MTV.
El 6 de septiembre de 2010 cambió el formato de su imagen a 16:9.
El 31 de mayo de 2020 finalizó sus emisiones para dar paso a Fibracat TV.